# Barrage du Rouland
Le barrage du Rouland est un ancien barrage français situé sur la commune de Tonneville (Manche). Inauguré en 1958, son but était d'alimenter Cherbourg et son arsenal en eau. Bien que Le Rouland ne soit qu'un petit ruisseau au faible débit, les hauts versants de sa vallée permettaient au barrage de constituer une réserve de 250 000 m3 d'eau.
En partie à cause de sa vétusté, il est inutilisé à partir de 1991 et sa vidange définitive a lieu en 1994. Il demeure aujourd'hui un lieu de promenade.